# Дундо
Ду́ндо або Ду́ндо-Чита́то — це місто в Анґолі розташоване у провінції Північна Лунда.
У місті є футбольний клуб, що називається Grupo Desportivo Sagrada Esperança із стадіоном Estádio Quintalão. У місцевому музеї зібрана колекція Германа Бауменна (антрополог).

## Клімат
Місто знаходиться у зоні, котра характеризується кліматом тропічних саван. Найтепліший місяць — березень із середньою температурою 25 °C (77 °F). Найхолодніший місяць — червень, із середньою температурою 23.3 °С (74 °F).
| Клімат Дундо            | Клімат Дундо | Клімат Дундо | Клімат Дундо | Клімат Дундо | Клімат Дундо | Клімат Дундо | Клімат Дундо | Клімат Дундо | Клімат Дундо | Клімат Дундо | Клімат Дундо | Клімат Дундо | Клімат Дундо |
| Показник                | Січ.         | Лют.         | Бер.         | Квіт.        | Трав.        | Черв.        | Лип.         | Серп.        | Вер.         | Жовт.        | Лист.        | Груд.        | Рік          |
| Абсолютний максимум, °C | 33           | 34           | 33           | 32           | 32           | 34           | 33           | 35           | 34           | 33           | 32           | 31           | 35           |
| Середній максимум, °C   | 29           | 29           | 30           | 29           | 30           | 31           | 31           | 31           | 30           | 30           | 28           | 28           | 30           |
| Середня температура, °C | 24           | 24           | 25           | 24           | 24           | 23           | 23           | 24           | 24           | 24           | 23           | 23           | 24           |
| Середній мінімум, °C    | 19           | 20           | 20           | 20           | 18           | 15           | 15           | 18           | 19           | 19           | 19           | 19           | 18           |
| Абсолютний мінімум, °C  | 17           | 18           | 17           | 17           | 13           | 12           | 10           | 13           | 16           | 17           | 17           | 17           | 10           |
| Норма опадів, мм        | 180          | 130          | 180          | 200          | 40           | 0            | 0            | 40           | 90           | 180          | 210          | 190          | 1500         |
| Днів з дощем            | 10           | 9            | 9            | 9            | 4            | 0            | 0            | 3            | 6            | 11           | 12           | 9            | 88           |
| Вологість повітря, %    | 83           | 79           | 81           | 80           | 74           | 54           | 50           | 63           | 70           | 76           | 81           | 82           | 73           |
| ----------------------- | ------------ | ------------ | ------------ | ------------ | ------------ | ------------ | ------------ | ------------ | ------------ | ------------ | ------------ | ------------ | ------------ |
| Джерело: Weatherbase    |              |              |              |              |              |              |              |              |              |              |              |              |              |